# 房建国
房建国（1955年—），山东荣成人，中国人民解放军将领、中国人民解放军中将。
房建国曾在国防部任职，后出任济南军区政委秘书、总参谋长秘书。2007年，接替王金相，担任兰州军区空军政治委员。2008年，授中国人民解放军中将军衔。2012年，接替王伟出任空军副政委。2018年1月，当选第十三届全国政协委员。